# Дивертименто
Дивертисмент (на френски: divertissеment – „увеселение, развлечение“) или дивертименто (на италиански: divertire – „забавлявам се“) има няколко значения.
- В музиката (използва се италианският термин)ː циклично инструментално произведение със забавен характер за ансамбъл или оркестър; лека, понякога виртуозна пиеса от типа на потпури, вариация и др.
- В театъра (използва се френският термин)ː театрално зрелище, състоящо се от номера от различни жанрове (драматичен, вокален, танцувален и др.) Произлиза от народните представления по времето на Ренесанса.[1]
- В балета (използва се френският термин)ː структурна форма в балетния спектакъл, напр. сюита от танци. Не е свързан с общото действие. Придобива академична разработка в балетите на Мариус Петипа като се използва обикновено или преди трагичния финал или в края при благополучен финал. Самите дивертисменти имат своята кулминация – обикновено ансамблов класически танц, придружен от характерни танци. Образци на балетни дивертисменти са вторите действия на „Лебедово езеро“ и „Баядерка“ и последното действие на „Спящата красавица“.[1]